# Turbomeca Makila
El Turbomeca Makila es una familia de motores aeronáuticos turboeje para su uso en helicópteros, fabricado por el constructor aeronáutico francés Turbomeca. Se empleó por primera vez en el año 1977.

## Aplicaciones
- Eurocopter AS332 Super Puma
- Eurocopter AS532 Cougar
- Eurocopter EC225 Super Puma
- Eurocopter EC 725 Super Cougar
- Denel Rooivalk
- IAR 330 SM

## Variantes
Makila 1A
Makila 1A1
Makila 1A2
Makila 1A4
Makila 2A
Makila 2A1

### Motores similares
- Klimov TV3-117
- General Electric T700